# 1965 في الجزائر
فيما يلي قوائم الأحداث التي وقعت خلال عام 1965 في الجزائر.

## سياسة

### انتهاء فترة المنصب
- 1 يناير – محمد الصغير نقاش وزير الصحة والسكان ‏.
- 19 يونيو – أحمد بن بلة رئيس الجزائر.

## مواليد

### يناير
- 1 يناير – حاج بوديله
- 1 يناير – عبد الحميد أبو زيد
- 27 يناير – علي حداد رجل أعمال جزائري.

### يوليو
- 21 يوليو – عبد القادر السيكتور فكاهي جزائري.

### أكتوبر
- 24 أكتوبر – خير الدين زطشي رئيس الاتحادية الجزائرية لكرة القدم.

## وفيات
أبو إسحاق إبراهيم أطفيش – رجل دين وأديب وفقيه إباضي جزائري من أهل بني يسقن في وادي ميزاب – (مواليد 1888)

### مايو
- 20 مايو – محمد البشير الإبراهيمي (مواليد 1889)